# Lechtání
Lechtání je činnost způsobující zprvu radostné pocity, které však ve větší míře mohou způsobovat pocity diskomfortu či úzkosti, přestože se člověk u toho neustále směje. Existují různé metody lechtání (pomalé, rychlé), používají se různé prostředky (ruce, látky, peří). Lechtání je možno provádět na různých místech (nohy, podpaží, břicho, intimní partie).